# Dietmar Koszewski
Dietmar Koszewski  (né le 26 juillet 1967 à Berlin) est un athlète allemand, spécialiste du 110 mètres haies.

## Biographie
Il remporte la médaille de bronze du 110 m haies lors des Championnats d'Europe 1990, à Split, terminant derrière les Britanniques Colin Jackson et Tony Jarrett dans le temps de 13 s 50. En 1993, il remporte le titre des Universiades d'été, à Buffalo, et se classe par ailleurs 7e des Championnats du monde de Stuttgart.
Il remporte, sur 110 m haies, le titre de Champion d'Allemagne de l'Est en 1990, et devient, après la réunification, champion d'Allemagne en 1993.

### Palmarès
| Date | Compétition                    | Lieu      | Résultat | Épreuve     |
| ---- | ------------------------------ | --------- | -------- | ----------- |
| 1990 | Championnats d'Europe en salle | Glasgow   | 5e       | 60 m haies  |
| 1990 | Championnats d'Europe          | Split     | 3e       | 110 m haies |
| 1993 | Universiade                    | Buffalo   | 1er      | 110 m haies |
| 1993 | Championnats du monde          | Stuttgart | 7e       | 110 m haies |

### Records
| Épreuve     | Performance | Lieu     | Date            |
| ----------- | ----------- | -------- | --------------- |
| 110 m haies | 13 s 41     | Hambourg | 28 juillet 1990 |